# 1680
Portal Geschichte | Portal Biografien | Aktuelle Ereignisse | Jahreskalender | Tagesartikel

◄ |
16. Jahrhundert |
17. Jahrhundert
| 18. Jahrhundert | ►

◄ |
1650er |
1660er |
1670er |
1680er
| 1690er | 1700er | 1710er | ►

◄◄ |
◄ |
1676 |
1677 |
1678 |
1679 |
1680
| 1681 | 1682 | 1683 | 1684 | ► | ►►
Staatsoberhäupter  · Nekrolog   · Musikjahr
| Januar | Januar | Januar | Januar | Januar | Januar | Januar | Januar |
| Kw     | Mo     | Di     | Mi     | Do     | Fr     | Sa     | So     |
| ------ | ------ | ------ | ------ | ------ | ------ | ------ | ------ |
| 1      | 1      | 2      | 3      | 4      | 5      | 6      | 7      |
| 2      | 8      | 9      | 10     | 11     | 12     | 13     | 14     |
| 3      | 15     | 16     | 17     | 18     | 19     | 20     | 21     |
| 4      | 22     | 23     | 24     | 25     | 26     | 27     | 28     |
| 5      | 29     | 30     | 31     |        |        |        |        |

| Februar | Februar | Februar | Februar | Februar | Februar | Februar | Februar |
| Kw      | Mo      | Di      | Mi      | Do      | Fr      | Sa      | So      |
| ------- | ------- | ------- | ------- | ------- | ------- | ------- | ------- |
| 5       |         |         |         | 1       | 2       | 3       | 4       |
| 6       | 5       | 6       | 7       | 8       | 9       | 10      | 11      |
| 7       | 12      | 13      | 14      | 15      | 16      | 17      | 18      |
| 8       | 19      | 20      | 21      | 22      | 23      | 24      | 25      |
| 9       | 26      | 27      | 28      | 29      |         |         |         |

| März | März | März | März | März | März | März | März |
| Kw   | Mo   | Di   | Mi   | Do   | Fr   | Sa   | So   |
| ---- | ---- | ---- | ---- | ---- | ---- | ---- | ---- |
| 9    |      |      |      |      | 1    | 2    | 3    |
| 10   | 4    | 5    | 6    | 7    | 8    | 9    | 10   |
| 11   | 11   | 12   | 13   | 14   | 15   | 16   | 17   |
| 12   | 18   | 19   | 20   | 21   | 22   | 23   | 24   |
| 13   | 25   | 26   | 27   | 28   | 29   | 30   | 31   |

| April | April | April | April | April | April | April | April |
| Kw    | Mo    | Di    | Mi    | Do    | Fr    | Sa    | So    |
| ----- | ----- | ----- | ----- | ----- | ----- | ----- | ----- |
| 14    | 1     | 2     | 3     | 4     | 5     | 6     | 7     |
| 15    | 8     | 9     | 10    | 11    | 12    | 13    | 14    |
| 16    | 15    | 16    | 17    | 18    | 19    | 20    | 21    |
| 17    | 22    | 23    | 24    | 25    | 26    | 27    | 28    |
| 18    | 29    | 30    |       |       |       |       |       |

| Mai | Mai | Mai | Mai | Mai | Mai | Mai | Mai |
| Kw  | Mo  | Di  | Mi  | Do  | Fr  | Sa  | So  |
| --- | --- | --- | --- | --- | --- | --- | --- |
| 18  |     |     | 1   | 2   | 3   | 4   | 5   |
| 19  | 6   | 7   | 8   | 9   | 10  | 11  | 12  |
| 20  | 13  | 14  | 15  | 16  | 17  | 18  | 19  |
| 21  | 20  | 21  | 22  | 23  | 24  | 25  | 26  |
| 22  | 27  | 28  | 29  | 30  | 31  |     |     |

| Juni | Juni | Juni | Juni | Juni | Juni | Juni | Juni |
| Kw   | Mo   | Di   | Mi   | Do   | Fr   | Sa   | So   |
| ---- | ---- | ---- | ---- | ---- | ---- | ---- | ---- |
| 22   |      |      |      |      |      | 1    | 2    |
| 23   | 3    | 4    | 5    | 6    | 7    | 8    | 9    |
| 24   | 10   | 11   | 12   | 13   | 14   | 15   | 16   |
| 25   | 17   | 18   | 19   | 20   | 21   | 22   | 23   |
| 26   | 24   | 25   | 26   | 27   | 28   | 29   | 30   |

| Juli | Juli | Juli | Juli | Juli | Juli | Juli | Juli |
| Kw   | Mo   | Di   | Mi   | Do   | Fr   | Sa   | So   |
| ---- | ---- | ---- | ---- | ---- | ---- | ---- | ---- |
| 27   | 1    | 2    | 3    | 4    | 5    | 6    | 7    |
| 28   | 8    | 9    | 10   | 11   | 12   | 13   | 14   |
| 29   | 15   | 16   | 17   | 18   | 19   | 20   | 21   |
| 30   | 22   | 23   | 24   | 25   | 26   | 27   | 28   |
| 31   | 29   | 30   | 31   |      |      |      |      |

| August | August | August | August | August | August | August | August |
| Kw     | Mo     | Di     | Mi     | Do     | Fr     | Sa     | So     |
| ------ | ------ | ------ | ------ | ------ | ------ | ------ | ------ |
| 31     |        |        |        | 1      | 2      | 3      | 4      |
| 32     | 5      | 6      | 7      | 8      | 9      | 10     | 11     |
| 33     | 12     | 13     | 14     | 15     | 16     | 17     | 18     |
| 34     | 19     | 20     | 21     | 22     | 23     | 24     | 25     |
| 35     | 26     | 27     | 28     | 29     | 30     | 31     |        |

| September | September | September | September | September | September | September | September |
| Kw        | Mo        | Di        | Mi        | Do        | Fr        | Sa        | So        |
| --------- | --------- | --------- | --------- | --------- | --------- | --------- | --------- |
| 35        |           |           |           |           |           |           | 1         |
| 36        | 2         | 3         | 4         | 5         | 6         | 7         | 8         |
| 37        | 9         | 10        | 11        | 12        | 13        | 14        | 15        |
| 38        | 16        | 17        | 18        | 19        | 20        | 21        | 22        |
| 39        | 23        | 24        | 25        | 26        | 27        | 28        | 29        |
| 40        | 30        |           |           |           |           |           |           |

| Oktober | Oktober | Oktober | Oktober | Oktober | Oktober | Oktober | Oktober |
| Kw      | Mo      | Di      | Mi      | Do      | Fr      | Sa      | So      |
| ------- | ------- | ------- | ------- | ------- | ------- | ------- | ------- |
| 40      |         | 1       | 2       | 3       | 4       | 5       | 6       |
| 41      | 7       | 8       | 9       | 10      | 11      | 12      | 13      |
| 42      | 14      | 15      | 16      | 17      | 18      | 19      | 20      |
| 43      | 21      | 22      | 23      | 24      | 25      | 26      | 27      |
| 44      | 28      | 29      | 30      | 31      |         |         |         |

| November | November | November | November | November | November | November | November |
| Kw       | Mo       | Di       | Mi       | Do       | Fr       | Sa       | So       |
| -------- | -------- | -------- | -------- | -------- | -------- | -------- | -------- |
| 44       |          |          |          |          | 1        | 2        | 3        |
| 45       | 4        | 5        | 6        | 7        | 8        | 9        | 10       |
| 46       | 11       | 12       | 13       | 14       | 15       | 16       | 17       |
| 47       | 18       | 19       | 20       | 21       | 22       | 23       | 24       |
| 48       | 25       | 26       | 27       | 28       | 29       | 30       |          |

| Dezember | Dezember | Dezember | Dezember | Dezember | Dezember | Dezember | Dezember |
| Kw       | Mo       | Di       | Mi       | Do       | Fr       | Sa       | So       |
| -------- | -------- | -------- | -------- | -------- | -------- | -------- | -------- |
| 48       |          |          |          |          |          |          | 1        |
| 49       | 2        | 3        | 4        | 5        | 6        | 7        | 8        |
| 50       | 9        | 10       | 11       | 12       | 13       | 14       | 15       |
| 51       | 16       | 17       | 18       | 19       | 20       | 21       | 22       |
| 52       | 23       | 24       | 25       | 26       | 27       | 28       | 29       |
| 1        | 30       | 31       |          |          |          |          |          |

| Januar | Januar | Januar | Januar | Januar | Januar | Januar | Januar |
| Kw     | Mo     | Di     | Mi     | Do     | Fr     | Sa     | So     |
| ------ | ------ | ------ | ------ | ------ | ------ | ------ | ------ |
| 1      | 1      | 2      | 3      | 4      | 5      | 6      | 7      |
| 2      | 8      | 9      | 10     | 11     | 12     | 13     | 14     |
| 3      | 15     | 16     | 17     | 18     | 19     | 20     | 21     |
| 4      | 22     | 23     | 24     | 25     | 26     | 27     | 28     |
| 5      | 29     | 30     | 31     |        |        |        |        |

| Februar | Februar | Februar | Februar | Februar | Februar | Februar | Februar |
| Kw      | Mo      | Di      | Mi      | Do      | Fr      | Sa      | So      |
| ------- | ------- | ------- | ------- | ------- | ------- | ------- | ------- |
| 5       |         |         |         | 1       | 2       | 3       | 4       |
| 6       | 5       | 6       | 7       | 8       | 9       | 10      | 11      |
| 7       | 12      | 13      | 14      | 15      | 16      | 17      | 18      |
| 8       | 19      | 20      | 21      | 22      | 23      | 24      | 25      |
| 9       | 26      | 27      | 28      | 29      |         |         |         |

| März | März | März | März | März | März | März | März |
| Kw   | Mo   | Di   | Mi   | Do   | Fr   | Sa   | So   |
| ---- | ---- | ---- | ---- | ---- | ---- | ---- | ---- |
| 9    |      |      |      |      | 1    | 2    | 3    |
| 10   | 4    | 5    | 6    | 7    | 8    | 9    | 10   |
| 11   | 11   | 12   | 13   | 14   | 15   | 16   | 17   |
| 12   | 18   | 19   | 20   | 21   | 22   | 23   | 24   |
| 13   | 25   | 26   | 27   | 28   | 29   | 30   | 31   |

| April | April | April | April | April | April | April | April |
| Kw    | Mo    | Di    | Mi    | Do    | Fr    | Sa    | So    |
| ----- | ----- | ----- | ----- | ----- | ----- | ----- | ----- |
| 14    | 1     | 2     | 3     | 4     | 5     | 6     | 7     |
| 15    | 8     | 9     | 10    | 11    | 12    | 13    | 14    |
| 16    | 15    | 16    | 17    | 18    | 19    | 20    | 21    |
| 17    | 22    | 23    | 24    | 25    | 26    | 27    | 28    |
| 18    | 29    | 30    |       |       |       |       |       |

| Mai | Mai | Mai | Mai | Mai | Mai | Mai | Mai |
| Kw  | Mo  | Di  | Mi  | Do  | Fr  | Sa  | So  |
| --- | --- | --- | --- | --- | --- | --- | --- |
| 18  |     |     | 1   | 2   | 3   | 4   | 5   |
| 19  | 6   | 7   | 8   | 9   | 10  | 11  | 12  |
| 20  | 13  | 14  | 15  | 16  | 17  | 18  | 19  |
| 21  | 20  | 21  | 22  | 23  | 24  | 25  | 26  |
| 22  | 27  | 28  | 29  | 30  | 31  |     |     |

| Juni | Juni | Juni | Juni | Juni | Juni | Juni | Juni |
| Kw   | Mo   | Di   | Mi   | Do   | Fr   | Sa   | So   |
| ---- | ---- | ---- | ---- | ---- | ---- | ---- | ---- |
| 22   |      |      |      |      |      | 1    | 2    |
| 23   | 3    | 4    | 5    | 6    | 7    | 8    | 9    |
| 24   | 10   | 11   | 12   | 13   | 14   | 15   | 16   |
| 25   | 17   | 18   | 19   | 20   | 21   | 22   | 23   |
| 26   | 24   | 25   | 26   | 27   | 28   | 29   | 30   |

| Juli | Juli | Juli | Juli | Juli | Juli | Juli | Juli |
| Kw   | Mo   | Di   | Mi   | Do   | Fr   | Sa   | So   |
| ---- | ---- | ---- | ---- | ---- | ---- | ---- | ---- |
| 27   | 1    | 2    | 3    | 4    | 5    | 6    | 7    |
| 28   | 8    | 9    | 10   | 11   | 12   | 13   | 14   |
| 29   | 15   | 16   | 17   | 18   | 19   | 20   | 21   |
| 30   | 22   | 23   | 24   | 25   | 26   | 27   | 28   |
| 31   | 29   | 30   | 31   |      |      |      |      |

| August | August | August | August | August | August | August | August |
| Kw     | Mo     | Di     | Mi     | Do     | Fr     | Sa     | So     |
| ------ | ------ | ------ | ------ | ------ | ------ | ------ | ------ |
| 31     |        |        |        | 1      | 2      | 3      | 4      |
| 32     | 5      | 6      | 7      | 8      | 9      | 10     | 11     |
| 33     | 12     | 13     | 14     | 15     | 16     | 17     | 18     |
| 34     | 19     | 20     | 21     | 22     | 23     | 24     | 25     |
| 35     | 26     | 27     | 28     | 29     | 30     | 31     |        |

| September | September | September | September | September | September | September | September |
| Kw        | Mo        | Di        | Mi        | Do        | Fr        | Sa        | So        |
| --------- | --------- | --------- | --------- | --------- | --------- | --------- | --------- |
| 35        |           |           |           |           |           |           | 1         |
| 36        | 2         | 3         | 4         | 5         | 6         | 7         | 8         |
| 37        | 9         | 10        | 11        | 12        | 13        | 14        | 15        |
| 38        | 16        | 17        | 18        | 19        | 20        | 21        | 22        |
| 39        | 23        | 24        | 25        | 26        | 27        | 28        | 29        |
| 40        | 30        |           |           |           |           |           |           |

| Oktober | Oktober | Oktober | Oktober | Oktober | Oktober | Oktober | Oktober |
| Kw      | Mo      | Di      | Mi      | Do      | Fr      | Sa      | So      |
| ------- | ------- | ------- | ------- | ------- | ------- | ------- | ------- |
| 40      |         | 1       | 2       | 3       | 4       | 5       | 6       |
| 41      | 7       | 8       | 9       | 10      | 11      | 12      | 13      |
| 42      | 14      | 15      | 16      | 17      | 18      | 19      | 20      |
| 43      | 21      | 22      | 23      | 24      | 25      | 26      | 27      |
| 44      | 28      | 29      | 30      | 31      |         |         |         |

| November | November | November | November | November | November | November | November |
| Kw       | Mo       | Di       | Mi       | Do       | Fr       | Sa       | So       |
| -------- | -------- | -------- | -------- | -------- | -------- | -------- | -------- |
| 44       |          |          |          |          | 1        | 2        | 3        |
| 45       | 4        | 5        | 6        | 7        | 8        | 9        | 10       |
| 46       | 11       | 12       | 13       | 14       | 15       | 16       | 17       |
| 47       | 18       | 19       | 20       | 21       | 22       | 23       | 24       |
| 48       | 25       | 26       | 27       | 28       | 29       | 30       |          |

| Dezember | Dezember | Dezember | Dezember | Dezember | Dezember | Dezember | Dezember |
| Kw       | Mo       | Di       | Mi       | Do       | Fr       | Sa       | So       |
| -------- | -------- | -------- | -------- | -------- | -------- | -------- | -------- |
| 48       |          |          |          |          |          |          | 1        |
| 49       | 2        | 3        | 4        | 5        | 6        | 7        | 8        |
| 50       | 9        | 10       | 11       | 12       | 13       | 14       | 15       |
| 51       | 16       | 17       | 18       | 19       | 20       | 21       | 22       |
| 52       | 23       | 24       | 25       | 26       | 27       | 28       | 29       |
| 1        | 30       | 31       |          |          |          |          |          |

## Ereignisse

### Politik und Weltgeschehen

#### Frankreich

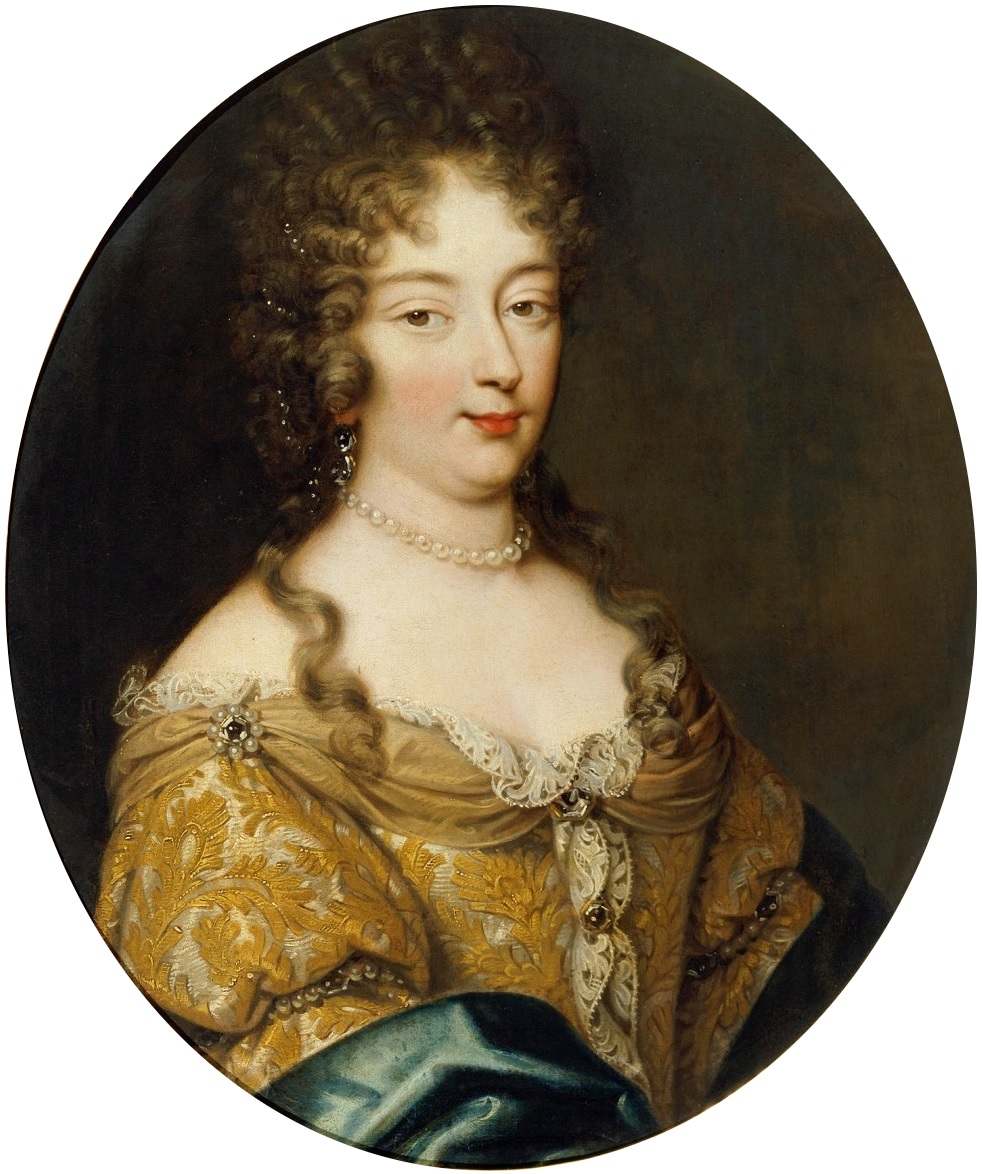
Olympia Mancini, Gräfin von Soissons

- 23. Januar: Die Giftaffäre am französischen Hof erreicht ihren Höhepunkt: Olympia Mancini und die Herzogin von Bouillon (beide Nichten von Kardinal Mazarin), die Marquise d' Allnye, die Marquise von Polignac, der Graf von Clermont, die Herzogin von Angoulême, die Prinzessin von Tingry, die Marquise von Roure, der Herzog von Luxemburg und der Marquis de Feuquières werden verhaftet und ins Gefängnis gebracht. Mehrere Personen werden in der Folge der peinlichen Befragung unterzogen, Olympia Mancini gelingt die Flucht nach Holland.
- 22. Februar: Die Zaubertrank- und Giftmischerin Catherine Monvoisin wird auf der Place de Grève in Paris auf dem Scheiterhaufen hingerichtet. Sie unterhielt einen Hexenzirkel und hatte Kontakte bis zum französischen Hof. Auf ihrem Grundstück waren die Überreste von 2.500 Säuglingen ausgegraben worden.
- 5. August: Von Frankreichs König Ludwig XIV. stammt der Auftrag zum Bau der Festung Saarlouis, deren Grundsteinlegung durch Thomas de Choisy und Pater Coelestin aus St. Dié erfolgt.
- 9. August: Ludwig XIV. vereinnahmt mit Hilfe seiner Reunionskammern das Elsass mit konstruierten Besitzansprüchen für Frankreich. Weitere Reunionen drohen pfälzischen und trierischen Gebieten.
- August: Die Chambre ardente stellt nach der Giftaffäre ihre Tätigkeit ein.

#### Heiliges Römisches Reich
- 24. Februar: Im Gothaer Hauptrezess teilen die Söhne des 1675 verstorbenen Herzogs Ernst I. von Sachsen-Gotha-Altenburg das väterliche Territorium untereinander auf.

- 22. August: Thronwechsel in Kursachsen. Auf Johann Georg II. folgt sein Sohn Johann Georg III. als Kurfürst.

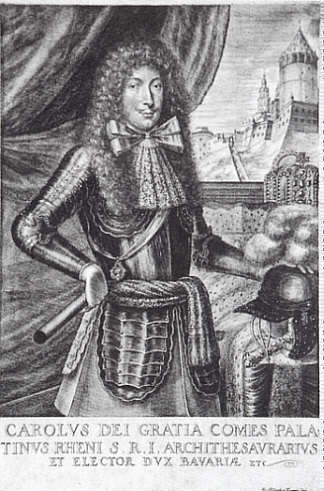
Kurfürst Karl II. von der Pfalz

- 28. August: Nach dem Tod von Karl I. Ludwig folgt sein Sohn Karl II. als neuer Kurfürst der Pfalz, der sich gerade in England befindet, um hier Hilfe gegen die aggressive Politik Ludwigs XIV. von Frankreich zu erbitten.

#### Spanien und seine Kolonien
- 10. August: Organisiert vom indianischen Priester Popé bricht im Vizekönigreich Neuspanien der Pueblo-Aufstand los. Ihm fallen zahlreiche spanische Kolonisten als auch viele Ureinwohner zum Opfer.

#### Asien
- nach dem 4. Juni: Tokugawa Tsunayoshi wird zum 5. Shōgun des Tokugawa-Shogunats.

#### Afrika
- Ntare I. Rushatsi wird König von Burundi.
- ab 1680: Osei Tutu, Herrscher von Kumasi, einigt die bis dahin unabhängigen Fürstentümer der Aschanti.

### Wissenschaft und Technik
- 14. November: Gottfried Kirch entdeckt durch ein Teleskop den Großen Komet von 1680. Auch der Jesuit Eusebio Francisco Kino beobachtet die Bahn des Kometen und zeichnet sie auf.

### Kultur
- 6. Februar: Die Uraufführung der Oper L'Honestà negli Amori von Alessandro Scarlatti findet im Palazzo Bernini in Rom statt.

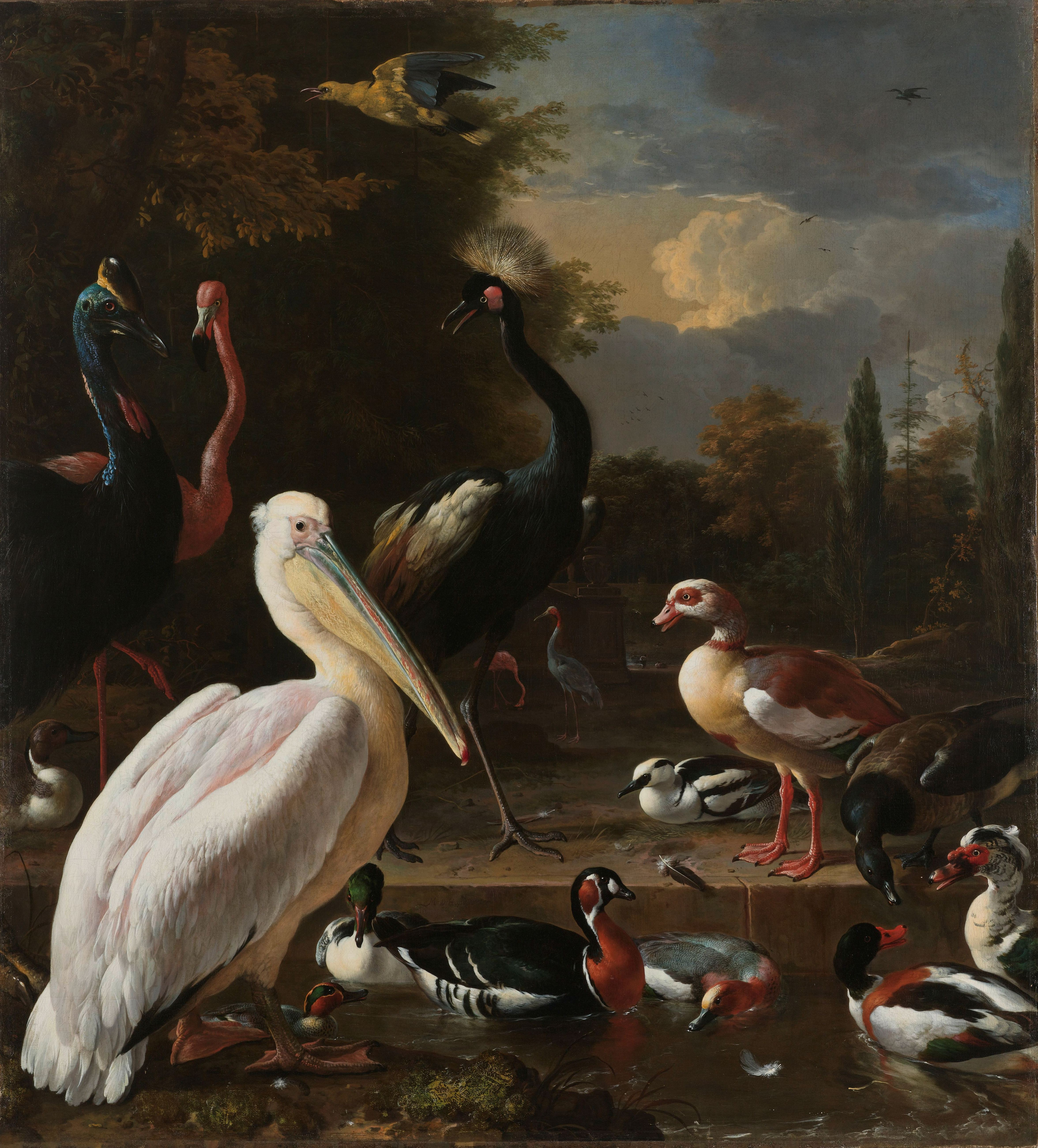
Die schwimmende Feder

- Der niederländische Maler Melchior de Hondecoeter malt eines seiner bekanntesten Bilder, das Ölgemälde Ein Pelikan und andere Vögel an einem Teich, besser bekannt als Die schwimmende Feder.
- um 1680: Henry Purcell komponiert Remember not, Lord, our offences.

## Historische Karten und Ansichten

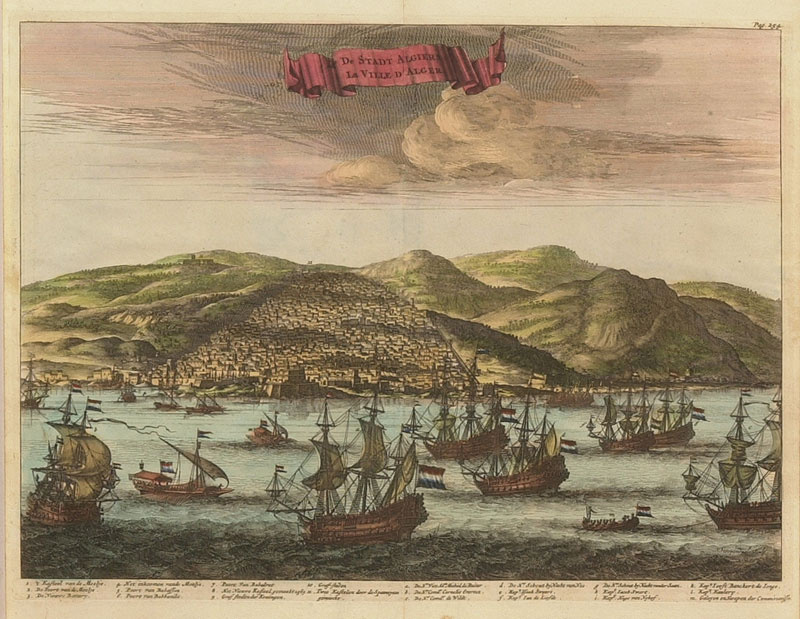
Algier 1680 auf einem Gemälde von Bastiaen Stoopendael

## Geboren

### Geburtsdatum gesichert
- 03. Januar: Johann Baptist Zimmermann, deutscher Maler und Stuckateur des Barock († 1758)
- 08. Januar: Sebastiano Conca, italienischer Maler († 1764)
- 16. Januar: Giampaolo De Dominici, italienischer Schauspieler, Sänger und Komponist († 1758)
- 25. Januar: Johann Heinrich Acker, deutscher Gymnasiallehrer, Philologe und Literaturhistoriker († 1759)
- 24. Januar: Hyacinth Petit, deutscher Weihbischof († 1719)
- 20. Februar: Friedrich Wilhelm I. Adolf, Fürst von Nassau-Siegen († 1722)
- 05. März: Joseph Munggenast, österreichischer Barockbaumeister († 1741)
- 09. April: Barbara Dietrich, Opfer der Hexenverfolgung in Ingolstadt († 1704)
- 23. April: Anna Canalis di Cumiana, morganatische Ehefrau des Königs Viktor Amadeus II. von Sardinien († 1769)
- 03. Mai: Nicolae Mavrocordat, Fürst der Walachei und von Moldau († 1730)
- 05. Mai: Giuseppe Porsile, italienischer Komponist und Gesangslehrer († 1750)
- 11. Mai: Ignaz Kögler, deutscher Jesuit und China-Missionar († 1746)
- 13. Mai: Michał Serwacy Wiśniowiecki, Großhetman und Großkanzler von Litauen († 1744)
- 16. Mai: Christoph Andreas Johann Szembek, Fürstbischof von Ermland und Samland († 1740)
- 29. Mai: Ferdinand Albrecht II., Herzog von Braunschweig-Wolfenbüttel († 1735)
- 06. Juni: Johann Martin Seekatz, deutscher Maler († 1729)
- 18. Juni: Johann Georg Zimmermann, Postkommissar († 1734)
- 06. Juli: Johann Matthias Florin, deutscher Hochschullehrer († 1751)
- 06. Juli: Johann Joachim Schröder, deutscher Orientalist, Bibliothekar, reformierter Theologe und Kirchenhistoriker († 1756)
- 08. Juli: Joseph Dominikus von Lamberg, Fürstbischof von Seckau und Fürstbischof von Passau († 1761)
- 09. Juli: Franz Leopold von Sternberg, böhmischer Adliger und Staatsmann († 1745)
- 12. Juli: Michael Friedrich Kardinal von Althann, Vizekönig von Neapel und Sizilien († 1734)
- 09. August: Johann Philipp Breyne, deutscher Botaniker, Paläontologe und Zoologe († 1764)
- 10. September: Johann Georg Achbauer der Jüngere, böhmischer Baumeister des Barock († 1737)
- 11. September: John Montgomerie, britischer Gouverneur der Provinzen New York und New Jersey († 1731)
- 15. September: Johann Michael Bretschneider, deutscher Maler († 1729)
- 22. September: Barthold Heinrich Brockes, deutscher Schriftsteller und Dichter († 1747)
- 25. September: Adam Franz Fürst von Schwarzenberg, österreichischer Obersthofmarschall († 1732)
- 29. September: Luise Dorothea Sophie von Brandenburg, Markgräfin von Brandenburg († 1705)
- 29. September: Christian Friedrich Hunold, deutscher Autor († 1721)
- 03. Oktober: Johanna Elisabeth von Baden-Durlach, Herzogin von Württemberg († 1757)
- 10. Oktober: John Campbell, 2. Duke of Argyll, schottischer Adliger und Soldat, Oberbefehlshaber der Britischen Armee († 1743)
- 17. Oktober: Anna Constantia Gräfin von Cosel, bekannteste Mätresse Augusts des Starken († 1765)
- 01. November: Johann Gottfried Kraus, deutscher Rechtswissenschaftler († 1739)
- 07. November: Christian III. Moritz, Herzog von Sachsen-Merseburg († 1694)
- 11. November: Nicolaus Seeber, deutscher Orgelbauer, Komponist und Lehrer († 1739)
- 24. November: Karl Joseph von Lothringen, Bischof in Olmütz, Osnabrück und Trier († 1715)
- 24. November: Jean Baptiste Bassand, französischer Mediziner († 1742)
- 25. November: Katharina von Altenbockum, Mätresse Augusts des Starken († 1743)

### Geboren um 1680
- Jacoba Maria van Nickelen, niederländische Malerin († 1749)

## Gestorben

### Januar bis Juli
- 08. Februar: Elisabeth von Herford, Pfalzgräfin, Äbtissin (* 1618)
- 17. Februar: Jan Swammerdam, niederländischer Naturforscher, Begründer der Präformationslehre (* 1637)
- 22. Februar: Catherine Monvoisin, französische Giftmischerin und Serienmörderin (* 1640)
- 06. März: Henry Frederick Thynne, 1. Baronet, englischer Adeliger (* 1615)
- 12. März: John Cranston, Gouverneur der Colony of Rhode Islands and Providence Plantations (* 1625)
- 17. März: François de La Rochefoucauld, französischer Schriftsteller (* 1613)
- 22. März: Raban von Canstein, kurbrandenburgischer Geheimrat und Hofkammerpräsident (* 1617)
- 23. März: Nicolas Fouquet, französischer Finanzminister (* 1615)
- 01. April: David Denicke, deutscher Jurist und Kirchenlieddichter (* 1603)
- 13. April: Shivaji, Anführer der Marathen (* 1630)
- 19. April: Marie Hedwig von Hessen-Darmstadt, Herzogin von Sachsen-Meiningen (*  1647)
- 24. April: Christoph Schrader, deutscher Rhetoriker und Bibliothekar (* 1601)
- 25. April: Luise von Anhalt-Dessau, Herzogin von Liegnitz, Brieg, Wohlau und Ohlau (* 1631)
- 29. April: Nicolas Cotoner, Großmeister des Malteserordens (* 1608)
- 08. Mai: Anna Maria, Prinzessin von Brandenburg-Bayreuth und Fürstin zu Eggenberg (* 1609)
- 13. Mai: Johann Ernst Pistoris, kursächsischer Oberhofrichter und Diplomat (* 1605)
- 18. Mai: Michael Ludovici, deutscher lutherischer Theologe (* 1602)
- 27. Mai: Johann Georg Bendl, böhmischer Bildhauer (* vor 1620)
- 31. Mai: Joachim Neander, deutscher Kirchenlieddichter (* 1650)
- 04. Juni: August, Herzog von Sachsen-Weißenfels (* 1614)
- 04. Juni: Tokugawa Ietsuna, japanischer Shōgun (* 1641)
- 08. Juni: Anna Kramer, genannt Bader-Ann, Opfer der Hexenprozesse in Veringenstadt (* 1619)
- 12. Juni: Matthias Koch von Gailenbach, Augsburger Patrizier und Kaufmann (* 1610)
- 14. Juni: Sophia Báthory, Ehefrau von Georg II. Rákóczi, Fürst von Siebenbürgen (* 1629)
- 10. Juli: Louis Moréri, französischer Enzyklopädist (* 1643)
- 19. Juli: Anton Ulrich, Herzog von Württemberg-Neuenstadt (* 1661)

### August bis Dezember
- 03. August: Tomáš Pešina z Čechorodu, tschechischer Historiker und Schriftsteller (* 1629)
- 16. August: Jakob Andreas Crusius, deutscher Jurist (* 1636)
- 24. August: Ferdinand Bol, niederländischer Maler, Schüler Rembrandts (* 1616)
- 27. August: Joan Cererols, katalanischer Benediktiner und Komponist (* 1618)
- 28. August: Karl I. Ludwig, Kurfürst der Pfalz (* 1617)
- 01. September: Anna Sophia I., Äbtissin des Stifts Quedlinburg (* 1619)
- 01. September: Johann Georg II., Kurfürst von Sachsen und Erzmarschall des Heiligen Römischen Reichs (* 1613)
- 03. September: Anna Elisabeth, Prinzessin von Anhalt-Bernburg und Herzogin von Württemberg-Bernstadt (* 1647)
- 04. September: Nicolas Baudesson, italienischer Maler (* 1609 oder 1611)
- 04. September: Wilderich von Walderdorff, Reichsvizekanzler des Heiligen Römischen Reiches (* 1617)
- 07. September: Franz Jünger, Bürgermeister von Dresden (* 1613)
- 11. September: Go-Mizunoo, 108. Kaiser von Japan (* 1596)
- 12. September: Per Brahe der Jüngere, schwedischer Staatsmann (* 1602)
- 12. September: Martin Geier, deutscher lutherischer Theologe (* 1614)
- 25. September: Samuel Butler, englischer Dichter (* 1612)
- 30. September: Johann Grueber, Missionar (* 1623)
- 01. Oktober: Pierre-Paul Riquet, französischer Ingenieur (* 1609)
- 10. Oktober: Jacob Tappe, deutscher Mediziner und Professor für Medizin der Universität Helmstedt (* 1603)
- 15. Oktober: Bedřich Bridel, böhmischer Schriftsteller und Jesuiten-Missionar Societas Jesu (* 1619)
- 16. Oktober: Raimund von Montecuccoli, österreichischer Feldherr, Diplomat und Staatsmann (* 1609)
- 27. Oktober: Anton I. von Aldenburg, deutscher Reichsgraf (* 1633)
- 05. November: Johann Georg Lohmeyer, deutscher Hochschullehrer und Rektor (* unbekannt)
- 06. November: Gillis Valckenier, Regent und Bürgermeister von Amsterdam (* 1623)
- 23. November: Michael Kasimir Radziwiłł, litauischer Heerführer und Reichsfürst des Heiligen Römischen Reiches (* 1635)
- 27. November: Athanasius Kircher, deutscher Jesuit, Universalgelehrter und Erfinder (* 1602)

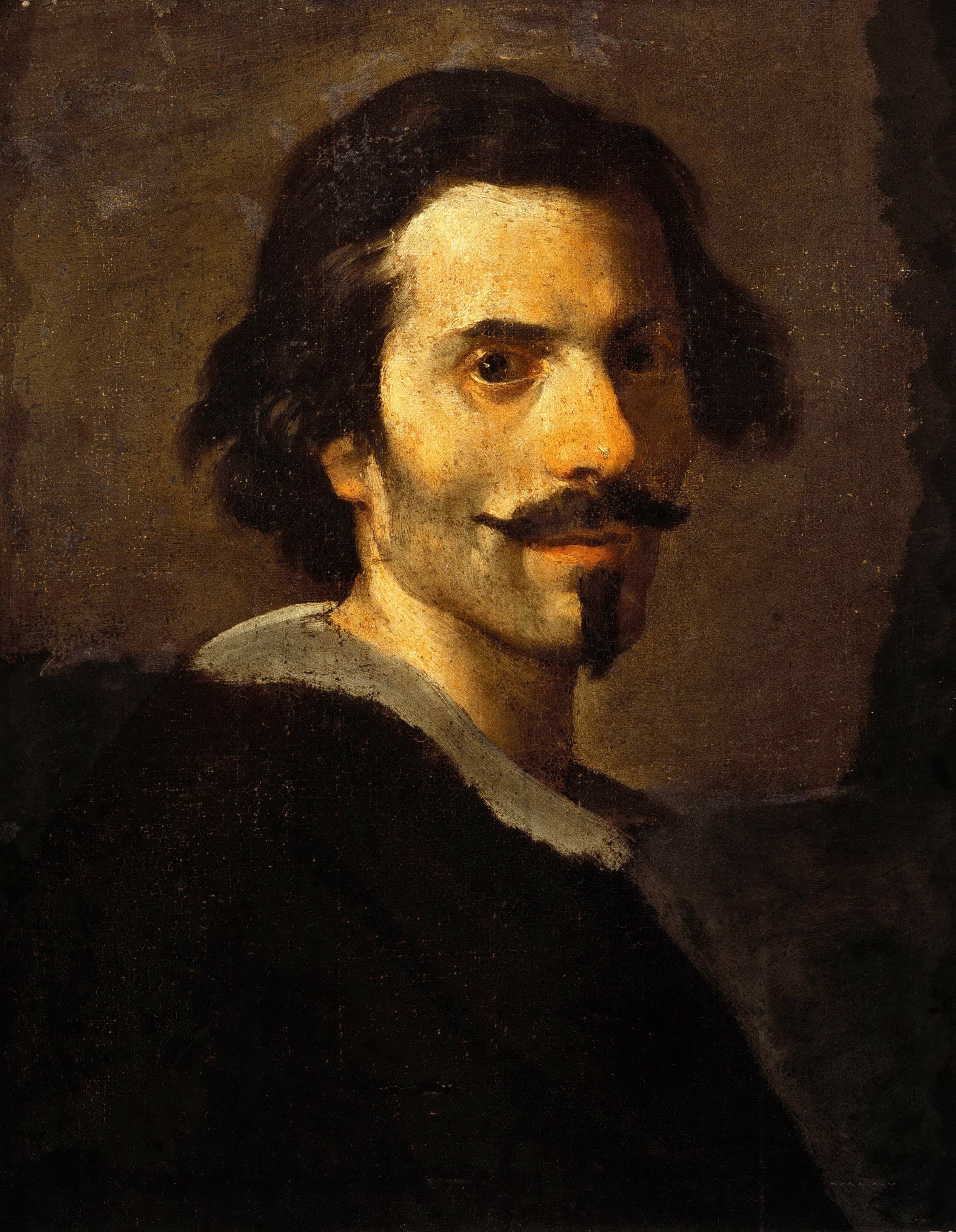
Selbstporträt von Gian Lorenzo Bernini

- 28. November: Gian Lorenzo Bernini, italienischer Bildhauer und Baumeister (* 1598)
- 30. November: Peter Lely, englischer Maler (* 1618)
- 04. Dezember: Petronio Franceschini, italienischer Komponist (* 1651)
- 08. Dezember: Cesare Durazzo, Doge der Republik Genua und König von Korsika (* 1593)
- 18. Dezember: Josiah Winslow, Gouverneur der englischen Plymouth Colony (* um 1628)
- 20. Dezember: Elisabeth Sophia von Sachsen-Altenburg, Herzogin von Sachsen-Gotha (* 1619)
- Dezember: Johann Georg von Merckelbach, Hofrat der Markgrafschaft Baden-Durlach (* um 1609)